# Макаров, Вячеслав Николаевич
Вячесла́в Никола́евич Мака́ров (род. 9 февраля 1989, Астрахань, РСФСР, СССР) — российский певец, музыкант, театральный актёр, телеведущий, шоумен. Участник команды-чемпиона Высшей лиги КВН «Сборная Камызякского края». Ведущий юмористического шоу «Суперлига» на СТС и музыкальных шоу «Маска» и «Аватар» на НТВ, участник и финалист 6 сезона шоу «Один в один!».

## Биография
Родился 9 февраля 1989 года в Астрахани в семье слесаря-наладчика на заводе, мать — по образованию товаровед; долгое время она занималась домашним хозяйством, воспитанием детей. В детстве родители отдали его в секцию спортивно-бальных танцев.
Начальное образование получил в средней общеобразовательной школе № 8 Астрахани. С 2000 года учился в Детской школе искусств имени М. Максаковой; будущий певец окончил её с отличием по классу фортепиано и вокала. В этот период он участвует в международных и всероссийских конкурсах и фестивалях по вокальному творчеству, танцевальных турнирах (победа на многих конкурсах). Так, в 2002 году Макаров стал чемпионом Южного федерального округа по спортивно-бальным танцам в своей возрастной категории.
После 9-го класса поступил в Астраханский музыкальный колледж, откуда ушёл через две недели, вернувшись в общеобразовательную школу, которую закончил с серебряной медалью.
После окончания школы в 2007 году поступил в Астраханский государственный технический университет — механико-технологический институт (специальность инженер). За время студенчества продолжил заниматься творчеством, представлял свой вуз на ежегодном фестивале «Российская студенческая весна», «Дельфийские игры России» и др. Также, активно участвует в общественной жизни города, области в организации и проведении культурно-массовых мероприятий. Стал «лицом» спортивной одежды бренда «Forward». Во время учёбы в вузе Вячеслава приглашают в качестве вокалиста в команду «Сборная Камызякского края по КВНу». В 2015 году команда становится чемпионом Высшей лиги КВН.

В настоящее время Вячеслав Макаров ведёт активную концертную и гастрольную деятельность. Принимает участие в значимых культурных событиях России и как солист-вокалист, и как эксперт многих проектов (вокальных, общественных, студенческих). Неоднократно снимался в телевизионных передачах («Однажды в России» на ТНТ, «Ну-ка, все вместе!» на телеканале «Россия-1» и др.). С 2020 года является ведущим музыкального шоу «Маска» на НТВ. В 2021 году стартовал юмористический проект «Суперлига» на СТС, в котором Вячеслав также стал ведущим. Параллельно с данными проектами он участвовал в вокальном шоу «ШоуМаскГоОн» на НТВ.
«Я слежу за тем, что происходит в мире юмора. Люблю смотреть стендап. Следил за шоу „Игра“, в котором участвовала моя команда — сборная Камызякского края. Но дело в том, что изначально, когда я только пришел в КВН, то был ответственным за музыкальную составляющую и пел. То есть всегда был вокалистом <…> Просто, скажем так, зашел в шоу-бизнес через КВН».   
Играет в музыкально-поэтическом проекте «Глухие согласные» и одну из главных ролей в комедии «Убийственный шоубиз». Активный участник и эксперт молодёжных проектов «Федерального агентства по делам молодёжи» и Российского союза молодёжи. В 2019 г. Вячеслав Макаров собрал свою собственную группу — Makarov Band.
В 2025 году принял участие в шестом сезоне шоу перевоплощений «Один в один!» на телеканале «Россия-1».

## КВН
- Команда «Сборная Камызякского края по КВНу» появилась в городе Камызяк Астраханской области. Команда, капитаном которой является Азамат Мусагалиев, базировалась в Астрахани. Первая игра команды состоялась в 2009 г.; в 2011 г. Вячеслава пригласили в команду в качестве вокалиста; в 2012 г. команда попадает в Высшую лигу КВН и завоёвывает популярность у зрителей. В этом же году команда начала принимать участие на музыкальном фестивале «Голосящий КиВиН» в Юрмале (Латвия), а также в Светлогорске.
- В 2013 и 2015 гг. Макаров становился победителем интернет-голосования «Золотой голос КВН».
- В 2015 г. команда «Сборная Камызякского края по КВНу» становится чемпионом Высшей лиги КВН и отправляется в большой гастрольный тур по России и зарубежью (США).
- В 2019 г. в Екатеринбурге «Камызяки» вновь вышли на сцену, чтобы на этот раз побороться за кубок «Встречи выпускников» вместе с именитыми командами клуба «Уральские пельмени» и «ГородЪ ПятигорскЪ». За музыкальную составляющую программы отвечал Вячеслав. Результат — «Камызяки» увезли главный приз.

Достижения команды:
- 2013:
  - Победители Кубка мэра Москвы;
  - Вице-чемпионы Высшей лиги КВН.

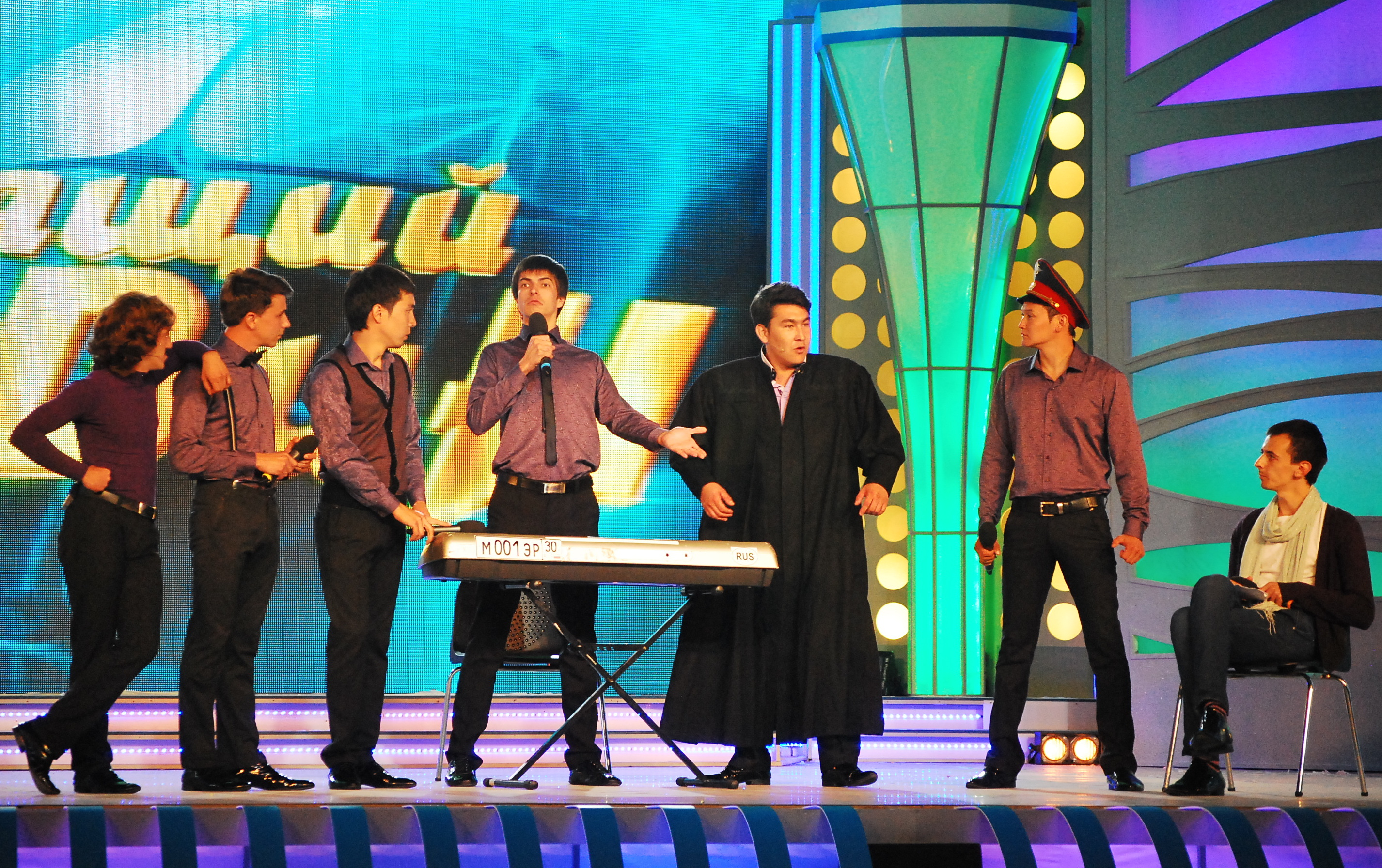
«Сборная Камызякского края» (2012 г.)

- 2014 — Голосящий КиВиН в Юрмале: Малый КиВиН в золотом.
- 2015:
  - Голосящий КиВиН в Светлогорске: Малый КиВиН в светлом;
  - Чемпионы Высшей лиги КВН.
- 2019 — победители «Встречи выпускников» клуба

Основные игры команды:
- 2011 — финалисты Премьер-лиги КВН.
- 2012:
- Участие в трёх играх сезона Высшей лиги КВН: 1/8, 1/4 и 1/2;
- Участники фестиваля Голосящий КиВиН в Юрмале.
- 2013:
  - Участники фестиваля Голосящий КиВиН в Юрмале;
  - Победители Кубка мэра Москвы в 2013 году
  - Вице-чемпионы Высшей лиги КВН.
- 2014:
  - Участники в Летнем кубке КВН совместно с командой «Триод и Диод»;
  - Участники фестиваля Голосящий КиВиН в Юрмале.
- 2015:
  - Участники фестиваля Голосящий КиВиН в Светлогорске;
  - Чемпионы Высшей лиги КВН; стали победителями всех игр сезона.
- 2016 — участие в Летнем кубке КВН во Владивостоке совместно с командой «ГородЪ ПятигорскЪ»
- 2017 — участие в Летнем кубке КВН в Астане.
- 2019 — победители Встречи выпускников в Екатеринбурге.

## Телевидение

### Музыкальное шоу «Маска»
1 марта 2020 года Макаров стал ведущим музыкального шоу «Маска», которое является российской адаптацией международного формата «The Masked Singer» (российское производство «ВайТ Медиа»), стартовавшее на НТВ. На сцене проекта 12 таинственных участников (российские и зарубежные знаменитости: певцы, актёры, шоумены, юмористы, спортсмены и другие известные личности) выступают перед членами жюри и зрителями в различных необычных костюмах, в масках. Информация о выступающих строго засекречена; настоящие голоса конкурсантов слышны только во время исполнения песен.
Члены жюри 1 сезона — Филипп Киркоров, Валерия, Гарик Мартиросян, Регина Тодоренко и Тимур Родригез. В последующих сезонах кресло пятого судьи менялось; в пятом сезоне пятый жюри менялся каждый выпуск. На данный момент проект входит в тройку самых рейтинговых программ российского телевидения.
31 декабря 2020 года состоялась внесезонная премьера новогоднего выпуска «Маски». Вячеслав выступил в дуэте с участницей 1-го сезона Анной Плетнёвой (маска Попугая): они исполнили песню Аллы Пугачёвой «Без меня».
С 14 февраля 2021 года Макаров вёл второй сезон шоу «Маска» на НТВ. В нём было уже 14 конкурсантов.
4 мая 2021 года продюсеры шоу обнародовали официальные цифры, согласно которым «Маску» признали лучшей развлекательной программой на российском телевидении за последние 5 лет и лучшим музыкальным шоу последних 8 лет (подсчёты исследовательской компании «Mediascope»). Рейтинг финального выпуска среди зрителей старше 18 лет составил 7,9 % (доля 26 %); в момент ожидания снятия маски победителем (Jony) доля аудитории возраста 18+ достигла 37,3 % (рейтинг 9,5 %). Эти цифры и дают основание утверждать, что «Маска» оставила всех конкурентов позади.
31 декабря 2021 года вышел 2-й новогодний 5-часовой выпуск «Маски». Ведущий выступил в дуэте сначала с Юрием Стояновым (выступавшим в образе Банана), исполнив с ним песню Роя Орбисона «Pretty Woman», а затем с Азизой (в маске Пингвина), исполнив песню Аллы Пугачёвой «Нас бьют, мы летаем».
С 13 февраля 2022 года Вячеслав Макаров вёл третий сезон шоу «Маска».
30 апреля 2022 года состоялся релиз выпуска в честь дня рождения Филиппа Киркорова. В нём ведущий исполнил песню «Марина» (Филипп Киркоров).
31 декабря 2022 года вышел специальный выпуск «Новогодняя Маска + Аватар», в котором выступало четыре маски и четыре аватара из похожего шоу НТВ. В выпуске Вячеслав Макаров выступил с Красной Шапочкой с песней «Снилось мне» (Воскресенье).
С 12 февраля 2023 года Вячеслав Макаров также вёл четвёртый сезон шоу «Маска».
7 мая 2023 года была премьера выпуска в честь дня рождения Валерии.
31 декабря 2023 года вышла четвёртая «Новогодняя Маска». В ней ведущий выступил в дуэте с Лисёнком с песней «Плохая девочка» (Винтаж и Елена Корикова), затем с Пуделем с песней «Пять минут» (Людмила Гурченко). 
С 18 февраля 2024 года выходил пятый сезон шоу «Маска», ведущим которого остался Макаров.
28 июля 2024 года показали выпуск в честь дня рождения Игоря Крутого.
31 декабря 2024 года вышел пятый новогодний выпуск.
2 февраля 2025 года в эфир вышел специальный выпуск посвящённый Диме Билану, где Вячеслав исполнил его песню "Believe"

### Музыкальный проект «ШоуМаскГоОн»
Ещё один оригинальный музыкальный проект «ВайТ Медиа» — «ШоуМаскГоОн» (стартовавший 25 сентября 2021 года), в котором принял участие Вячеслав Макаров, собрал на одной сцене участников самых популярных музыкальных шоу на НТВ — «Маска», «Ты супер!» и «Суперстар!»: Диана Анкудинова, Карина Кокс, Стас Костюшкин, Алиса Мон и др.
«ШоуМаскГоОн» — музыкальное телешоу, являющееся новым развлекательным форматом. Первый в истории российского телевидения проект, созданный с использованием технологии расширенной виртуальной реальности («Extended reality»). Девять участников шоу на протяжении сезона выступают на сцене в девяти категориях, показывая, что им подвластны абсолютно все стили и музыкальные направления, а также сами оценивают выступления друг друга, подобно членам жюри и в финале каждого выпуска выставляют друг другу баллы от двух до девяти по системе Евровидения, при этом себе баллы ставить нельзя. Категорий песен всего девять: «Народный хит», «Песня конца XX века», «Советская песня», «Поп-хит», «Песня на свой выбор», «Новая музыка», «Песня из кино или мультфильма», «Рок-хит» и «Песня победителей и лауреатов премии „Грэмми“». Победителем проекта станет тот, у кого по итогам всех выпусков будет наибольшее количество баллов.

### Музыкальное шоу «Аватар»
3 сентября 2022 года Макаров стал ведущим музыкального шоу «Аватар» производства компании «ВайТ Медиа». На сцене выступают девять аватаров сказочных персонажей, которыми из специальной комнаты управляют артисты. Члены жюри должны угадать, кто скрывается за аватаром.
Членами жюри стали Сергей Лазарев, Ида Галич, Тимур Батрутдинов, Марк Тишман и Аида Гарифуллина.
5 ноября 2023 года Макаров вновь стал ведущим уже второго сезона шоу «Аватар». 
Членами жюри стали Сергей Лазарев, Ида Галич, Тимур Батрутдинов, Марк Тишман и Ирина Понаровская. 
3 ноября 2024 года Макаров вновь стал ведущим уже третьего сезона шоу «Аватар». 
Членами жюри стали Сергей Лазарев, Тимур Батрутдинов, Марк Тишман и Лера Кудрявцева. 

### Юмористическое шоу «Суперлига»
«Суперлига» — юмористическое состязательное шоу на СТС, в котором лучшие «квэновские» команды борются между собой за денежный приз. Вячеслав стал ведущим данного проекта. Кроме самих юмористов, участниками каждой команды стали известные артисты, блогеры, музыкальные исполнители и медийные личности. Оценивают каждое выступление коллективов зрители в зале. Первый эфир вышел 31 октября 2021 года.

### Телевизионное скетч-шоу «Однажды в России»
В 2016 году Макарова пригласили в юмористическое телевизионное шоу «Однажды в России» на ТНТ в качестве музыкального автора; затем он стал постоянным участником и исполнял юмористические песни в музыкальной рубрике вместе с Азаматом Мусагалиевым, а также гастролировал в составе проекта. Каждый выпуск состоит из 6 номеров и одной песни «на злобу дня». В 2018 году Вячеслав покинул данный проект.

### Вокальное шоу «Ну-ка, все вместе!»
Весной 2019 года Макаров принимает участие в 1 сезоне вокального шоу «Ну-ка, все вместе!» на федеральном канале «Россия-1», который является аналогом британского проекта «All Together Now». Целая сотня жюри (певцы, композиторы, продюсеры, преподаватели вокальных вузов страны, музыкальные блогеры) оценивали выступления участников. Вячеслав дошёл до финала, спев композицию «Grace Kelly» британской поп-звезды Mika и набрав 93 голоса из 100. Николай Басков отметил, что исполнение Макарова было гораздо мощнее и ярче, чем у Mika, а Сергей Лазарев пошутил, что никогда не простит ему пародию на свою песню «В самое сердце», но поддержал исполнителя.
В финале 1 сезона вокального шоу «Ну-ка, все вместе!» Вячеслав Макаров исполнил песню «Happy» американского исполнителя Фаррелла Уильямса. Жюри оценили выступление в 89 голосов из 100. 
В 2020 году Вячеслав Макаров был приглашён в качестве одного из членов жюри шоу, пробыв им на протяжении 2—4 сезонов.

## Музыка
Сольное творчество
После получения первого музыкального образования в Детской школе искусств и общего образования поступил в технический вуз, где начался профессиональный творческий путь. Во время студенчества Макаров продолжил развивать свои голосовые данные. В КВНе был ответственным за музыкальную часть. В итоге команда становится чемпионом Высшей лиги, а сам Вячеслав был удостоен звания «Золотой голос» КВН.
Выпустил нескольких композиций («Прости», «Ты и Я», «Планеты»), в том числе в соавторстве с композитором, аранжировщиком Данилом Альсеитовым (песни опубликованы на стриминговых площадках), а также клипы. Летом 2019 г. был снят клип на композицию «Ты и Я» на первозданной природе Ямала — на фоне ледника «Романтиков» и в «Нефритовой долине».
В 2019 г. Вячеслав Макаров собрал свою собственную группу — «Makarov Band» с которой активно концертирует.
В составе группы «КамызякиБэнд»
«КамызякиБэнд» — группа, созданная участниками команды КВН «Сборная Камызякского края по КВНу» (до 2018 г. группа называлась «Камызякские псы»). Дата создания 12 февраля 2017 г. Стиль группы определяется как «дворовый Rock’n’Rap». В репертуаре группы юмористические сатирические песни.
В 2020 г. вышел дебютный «Симпатичный альбом», презентация которого прошла 15 февраля в Астрахани и 1 марта в Москве. В него вошли новые песни, а также старые хиты группы. Альбом получился разноплановым: композиции в романтическом стиле, в направлениях рок, рэп, несколько «медляков». «Камызяки» отметили, что это не последнее их коллективное творение, и проекты в стиле «дворовый Rock’n’Rap» ещё появятся в будущем.

### Синглы
- «Планеты» (2019)
- «Ты и я» (2019)
- «Прости» (2020)
- «Счастье есть» (2020)
- «Зеркала» (2021)
- «Любовь без повода» (feat. Карина Кокс) (2021)
- «Королева мейнстрима» (совм. с Винтаж) (2022)
- «Твоя история» (2022)
- «Посмотри мне в глаза» (2022)
- «Разбуди меня» (2023)
- «Знак Водолея» (Винтаж COVER) (2023)
- «Твоя История» (LIVE VERSION) (2023)
- «Сердце изо льда» (2023)
- «Беги» (2024)
- «Беги» feat.Игорь Барановский (piano-version) (2024)
- «Не отпущу тебя» (2024)
- «Невыносимая» (2025)

## Театр
- В 2017 году состоялась премьера музыкально-поэтического проекта «Глухие согласные» в постановке режиссёра Владимира Моташнёва в Культурном центре «Москвич». Вместе с Вячеславом на одной сцене играют: Денис Дорохов («Сборная Камызякского края по КВНу»), Кирилл Лопаткин (команда КВН «Саратов»), актрисы Анастасия Панина, Надежда Сысоева и др.
- В 2019 году Вячеслав играл одну из главных ролей в комедии «положений» (роль Славы Макарова), поставленной по оригинальной пьесе Е. Игнатенко «Убийственный шоубиз» (реж. В. Моташнёв). Её премьера состоялась в КЦ «Москвич». Состав спектакля: Вячеслав Макаров, Денис Дорохов, Ренат Мухамбаев (участники команды «Сборная Камызякского края по КВНу»), Иван Пышненко («Станция Спортивная»), актрисы Катя Сергеева, Анастасия Масленникова, Виктория Скицкая и др. Идёт гастрольный тур по городам России.

## Награды
- 2008 — Обладатель гран-при III Межрегионального конкурса исполнителей эстрадной песни на приз мэра Астрахани.
- 2009 — обладатель гран-при IV Международного межвузовского морского фестиваля (Санкт-Петербург).
- 2010:
  - 1-я премия Ежегодного фестиваля «Российская студенческая весна» (Нальчик);
  - Обладатель государственной стипендии по поддержке творческой молодёжи.
- 2013 — лауреат 1-й степени в номинации «Ведущий концертных программ» VIII Межрегионального конкурса исполнителей эстрадной песни и ведущих концертных программ.
- 2013, 2015 — признан «Золотым голосом» КВН в интернет-голосовании.
- 2015 — чемпион Высшей лиги КВН в составе команды «Сборная Камызякского края по КВНу»
- 2019 — победитель «Встречи выпускников» КВН в составе команды «Сборная Камызякского края по КВНу» (Екатеринбург)
- 2019 — обладатель президентского гранта в области поддержки талантливой молодёжи.

## Дискография
Синглы
| №  | Название песни                                       | Год  |
| -- | ---------------------------------------------------- | ---- |
| 1  | «Планеты»                                            | 2019 |
| 2  | «Ты и Я»                                             | 2019 |
| 3  | «Прости»                                             | 2020 |
| 4  | «Счастье Есть»                                       | 2020 |
| 5  | «Зеркала»                                            | 2021 |
| 6  | «Любовь без повода» feat. Карина Кокс                | 2021 |
| 7  | «Зеркала» (remix)                                    | 2021 |
| 8  | «Королева мейнстрима» feat. Анна Плетнёва («Винтаж») | 2022 |
| 9  | «Твоя История»                                       | 2022 |
| 10 | «Посмотри мне в глаза»                               | 2022 |
| 11 | «Разбуди меня»                                       | 2023 |
| 12 | «Знак Водолея» (Винтаж COVER)                        | 2023 |
| 13 | «Твоя История» (LIVE VERSION)                        | 2023 |
| 14 | «Сердце Изо Льда»                                    | 2023 |
| 15 | «Беги»                                               | 2024 |
| 16 | «Беги» feat.Игорь Барановский (piano-version)        | 2024 |
| 17 | «Не отпущу тебя»                                     | 2024 |
| 18 | «Невыносимая»                                        | 2025 |